# Такао Дои
Takao Doi (土井隆雄 Doi Takao, роден е на 18 септември 1954 г.) е японски астронавт и ветеран от два полета с космическата совалка.
Дои има докторска степен от Университета в Токио по космическо инженерство, и има публикации в областта на задвижващите системи и микрогравитационните технологии. Избран е за кандидат-астронавт от (НАСДА) през 1985 г. по японската програма за пилотирани космически полети.
Дои лети като специалист на мисията с полет STS-87 на совалката "Колумбия" през 1997 г., по време на който става първият японец излязъл в открития космос.
През 2004 г. получава титлата доктор по астрономия от Университета „Райс“ (Rice University).
Такао Дои посещава МКС през март 2008 г. като член на екипажа на мисия STS-123 на совалката "Индевър". Мисията достави в космоса първият модул на японската лаборатория „Кибо“ и канадската роботизирана ръка Dextre на космическата станция. По време на тази мисия става първият човек, хвърлил бумеранг в космоса, специално проектиран за използване в условията на микрогравитация по време на полета..
Такао Дои се оттегля от отряда на астронавтите и започва работа в Службата на ООН по космическите работи (на английски: United Nations Office for Outer Space Affairs) през септември 2009.
Такао Дои е любител астроном, открил свръхнови звезди SN 2002gw and SN 2007aa.